# Agaricus arvensis
Agaricus arvensis Schaeff., 1774 è un fungo abbastanza apprezzato, come tutti i "prataioli" commestibili.

## Descrizione della specie

### Cappello
Fino a 20 cm di larghezza, a volte tuttavia raggiunge dimensioni enormi; inizialmente è chiuso a forma di uovo, poi si apre e diventa emisferico ed infine piano-convesso.

Carnoso, bianco, un po' ocra/nocciola al centro; dapprima fioccoso, poi liscio. Cuticola non asportabile.

Al tocco vira al giallo (strofinare). Margine fioccoso per via dei residui di velo.

### Lamelle
Piuttosto fitte, fragili, libere. Dapprima bianche, poi bianco-sporco, infine brune e nerastre per via della sporata.

### Gambo
Cilindrico, pieno e robusto, piede più largo.

Di colore bianco, vira al giallo al tocco.

### Anello
Di colore bianco, ampio, dal tipico aspetto a ruota dentata, collocato in posizione elevata, vira al giallo se manipolato.

### Carne
Soda, di colore bianco.
- Odore: leggero, grato di "pane fresco"[1] oppure delicato odore di "anice" Più forte se cappello o lamelle vengono strofinate energicamente.
- Sapore: grato, dolce.

### Spore
Color cacao in massa.

## Habitat
Primavera / autunno, nelle radure erbose dei boschi, prati o pascoli, su terreno concimato.

## Commestibilità
Ottima.

Sono preferibili gli esemplari giovani, con le lamelle ancora bianche.

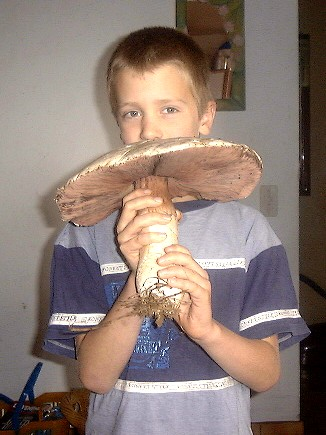
Carpoforo di dimensioni enormi

## Specie simili
- Facilmente confondibile con Agaricus xanthodermus (Tossico), da cui si distingue perché non di color giallo alla base del gambo (sezionare) e perché odora di anice e non di inchiostro / fenolo.
- Altri Agaricus tossici (stesso discorso).
- A volte con Amanita verna, Amanita virosa ed Amanita phalloides var. alba (mortali), che però possiedono la volva.

## Sinonimi e binomi obsoleti
- Agaricus arvensis var. exquisitus (Vittad.) Cetto [as 'exquisita'], Enzyklopädie der Pilze, Band 3: Champignons, Schirmlinge, Tintlinge, Schüpplinge, Schleierlinge u.a. (München): 69 (1988)
- Agaricus exquisitus Berk.
- Agaricus leucotrichus (F.H. Møller) F.H. Møller, Friesia 4: 204 (1952)
- Phaeomarasmius chiliotrichi Singer, Sydowia 5: 475 (1951)
- Phaeomarasmius exquisitus (Berk.) Raithelh., Metrodiana, Sonderheft 4: 14 (1990)
- Pratella arvensis (Schaeff.) Gillet, Les Hyménomycètes ou description de tous les champignons (fungi) qui croissent en France (Alençon): 563 (1878)
- Psalliota arvensis (Schaeff.) Gillet, Les Hyménomycètes ou description de tous les champignons (fungi) qui croissent en France (Alençon): 139 (1878)
- Psalliota arvensis f. obesa W.G. Sm.,: 11 (1910)
- Psalliota arvensis var. albosquamosa W.G. Sm.,: 11 (1910)
- Psalliota arvensis var. hortensis W.G. Sm.,: 11 (1910)
- Psalliota campestris var. arvensis (Schaeff.) Cheel, (1913)
- Psalliota leucotricha F.H. Møller, Friesia 4: 159 (1952)

## Etimologia
Dal latino arvum = "campo arato".